# 브로드컴
브로드컴(Broadcom)은 통신용 반도체와 메인프레임 컴퓨터, 클라우드를 위한 소프트웨어를 제공하는 미국의 기업이다. 휴대전화 등의 전자제품과 셋톱박스, 와이파이 공유기, 블루투스에 들어가는 통신용 칩과 데이터센터, 통신 장비와 공장 자동화 등의 통신을 필요로 하는 모든 전자기기를 위한 통신용 칩을 제공하며 기업들이 자체 메인프레임 컴퓨터와 클라우드에 사용하는 통신과 일반적인 관리와 자동화 그리고 보안과 최적화를 목적으로 하는 소프트웨어를 제공한다. 캘리포니아 산호세에 본사를 두고 있으며 2006년부터 혹 탄이 최고경영자(CEO)를 맡고 있다. 최근 VMware의 인수를 통해 클라우드 소프트웨어의 사업 비중을 높이고 있다.

## 로고
브로드컴의 로고는 굵고 검은 글자와 그위에 싱크함수와 비슷한 모양의 빨간색 파형으로 구성된다.

## 제품
브로드컴의 제품군은 컴퓨터 및 전기통신 네트워크이다: 브로드컴은 소호 (SOHO:small office home office) 네트워크에 적합한 기업/시민용 고속 네트워크 제품이 주요 사업이다. 이더넷, 무선 통신 근거리 통신망, 케이블 모뎀, DSL 모뎀, 서버, (라우터, 스위치 허브제품에 사용되는) 홈 네트워킹 소자와 (GSM/GPRS/EDGE/광대역 부호 다중 분할 접속같은) 휴대 전화용 송수신기와 프로세서 IC를 생산한다. 브로드컴은 고속 암호화 보조기 제품군도 유명하다. 추가된 고속 암호화 보조기는 특수 목적으로 설계된 칩으로 신속하게 처리하기 때문에, 암호화 도구로 사용되면 굉장히 속도가 증가된다. 빨라진 속도는 인터넷 사업에서 엄청난 이익이며, PGP GPG 보안 통신이다.
브로드컴은 캐리어 접근 장치용 IC, 디지털 셋톱박스 및 디지털 비디오 레코더용 소리/영상 프로세서, 블루투스, 와이파이, RF의 송수신기, 위성방송용 수신기와 튜너도 생산하고 있다. 주요 거래사는 휴렛 팩커드, 모토로라, 델, 레노버, 링크시스, 시스코 시스템즈와 티보가 있다.
브로드컴은 2002년에 자사의 VoIP 코덱을 개발하였다:
- 브로드보이스 16는 비트속도가 초당 16 킬로바이트이며 소리 샘플링 주파수가 8 kHz라고 발표하였다.
- 브로드보이스 32는 비트속도가 초당 32 킬로바이트이며 소리 샘플링 주파수가 16 kHz라고 발표하였다. (그러나 X-라이트 SIP 전화기의 설명서는 비트속도가 초당 48000 바이트로 기록하였음)

### 소비가전 설계의 승리
브로드컴의 주사업은 엄밀히 OEM하는 IC 공급 기업이다. 브로드컴의 별명은 소비 소자를 사용하는 몇 대기업을 통하여 가정용 소비가전으로 알려진다:
- 브로드컴은 애플의 5세대 아이팟에 영상 프로세서 칩을 제공한다.
- 2005년 2분기에, 브로드컴 사는 닌텐도에 “온라인 솔루션용 칩”을 제공할 것이라고 발표하였다. 제공될 무선칩은 세계 여러 곳에서 수백만 대의 노트북과 PDA에 사용되었으며, 닌텐도는 닌텐도 DS가 802.11b 연결이 가능하게 되었고 Wii가 802.11g 연결이 가능하게 되었다. 그뿐 아니라, 브로드컴은 위의 컨트롤러용 블루투스 송수신 칩을 제공할 것이다.

## 제조
브로드컴은 팹리스 반도체 기업이었다. 즉 모든 반도체 제조를 차터드, SMIC, 실테라, TSMC과 UMC같은, 아시아의 상용 파운드리 기업에 외주를 했었다. 브로드컴의 본사는 어바인에 있는 캘리포니아 대학교 어바인 캠퍼스의 연구 파크에 있다. 이전에는 어바인 스펙트럼 센터 근처의 캠퍼스에 본사가 있었지만, 2007년에 캘리포리나 대학교 어바인으로 이전하였다. 또한 실리콘밸리, 인도 벵갈루루에도 연구 및 개발 사업장이 있다.

## 스톡옵션 사건
2006년 7월 14일에, 브로드컴은 불법적인 스톡 옵션을 획득하기 위하여 7.5 억 달러를 공제했다고 발표했다. 2006년 9월 8일이 되자, 공제액의 합계는 두 배인 15 억 달러가 되었다. 또한, 브로드컴은 추가로 세금이 징수될 것이다. 2007년 1월 24일에, 브로드컴은 1998년부터 2003년까지의 재무제표를 다시 작성하여 발표했다. 다시 작성된 재무제표에 따르면 공재액의 총계는 22.4 억 달러였다.

## 퀄컴 소송
2007년 6월에, 미국 국제 무역 위원회는 특정 퀄컴 마이크로칩을 사용한 새로운 휴대전화 모델의 수입을 금지시켰다. 국제 무역 위원회는 퀄컴 마이크로칩이 브로드컴의 특허를 침해한 사실을 발견했다. 브로드컴은 이 문제로 미국 법정에 특허 소송을 제출하였다.
문제는 수신지역을 벗어났을 경우에 칩에서 배터리 수명을 늘리는 소프트웨어이다. 10월에, 국제 무역 위원회는 퀄컴이 브로드컴 특허를 무단으로 사용한 대가로 특허비를 일괄 지급하고 더 이상 특허를 침해하지 말라고 행정적인 판결을 내렸다.

## 기업인수
몇 년 동안, 브로드컴은 빠르게 새로운 시장에 진입하기 위해서 다수의 작은 기업을 인수하였다.
| 날짜        | 인수된 기업                   | 인수 금액                            | 전문 기술                        |
| ----------- | ----------------------------- | ------------------------------------ | -------------------------------- |
| 1999년 1월  | 마버릭 네트웍스               | 주식 1.04 억 달러                    | 회사 네트워크용 다중 스위치      |
| 1999년 4월  | 에픽램                        | 주식 3.16 억 달러                    | POTS를 사용한 홈 네트워킹        |
| 1999년 6월  | 어미디어                      |                                      | SOC 설계 서비스                  |
| 1999년 8월  | 핫호스 테크날로지스           | 주식 2.80 억 달러                    | VOIP용 DSP 소프트웨어            |
| 1999년 8월  | 알투컴                        | 주식 1.80 억 달러                    | 소프트모뎀 소프트웨어            |
| 2000년 1월  | 블루스틸 네트워킹             | 주식 1.23 억 달러                    | 보안 프로세서                    |
| 2000년 3월  | 디지털 퍼넌스 사              | 주식 1.36 억 달러                    | 데이터 압축 소프트웨어           |
| 2000년 3월  | 스텔러 세미컨덕터             | 주식 1.62 억 달러                    | 3차원 그래픽 프로세서            |
| 2000년 6월  | 피보털 테크날로지스           | 주식 2.42 억 달러                    | 디지털 영상 칩                   |
| 2000년 7월  | 이노벤트 시스템스             | 주식 5 억 달러                       | 블루투스 라디오                  |
| 2000년 7월  | 알티마 커뮤니케이션스         | 주식 5.33 억 달러                    | 네트워킹 칩                      |
| 2000년 8월  | 푸얄롭 인터그레이티드 서킷 사 |                                      | SOC 칩용 부품                    |
| 2000년 10월 | 뉴포트 커뮤니케이션스         | 주식 12.4 억 달러                    | 10Gbit 이더넷 송수신기           |
| 2000년 10월 | 실리콘 스파이스               | 주식 10 억 달러                      | VOIP용 DSP 칩                    |
| 2000년 11월 | 엘레먼트 14                   | 주식 5.94 억 달러                    | DSL 칩셋                         |
| 2000년 12월 | 올레이어 커뮤니케이션스       | 주식 2.71 억 달러                    | 최적화 네티워크 칩               |
| 2000년 12월 | 시바이트                      | 주식 20 억 달러                      | 광대역 마이크로프로세서          |
| 2001년 1월  | 비전텍 사                     | 주식 7.77 억 달러                    | PVR의 MPEG-2 코덱                |
| 2001년 1월  | 서버웍스 사                   | 주식 10.03 억 달러                   | 컴퓨터 서버용 시스템 컨트롤러    |
| 2001년 6월  | 포타텍 사                     |                                      | 차세대 포터블 소자               |
| 2001년 7월  | 키말링크                      |                                      | 무선통신용 회로                  |
| 2002년 5월  | 모빌링크 텔레콤 사            | 주식 560 만 주                       | 핸드폰용 기본대역 프로세서       |
| 2003년 3월  | 가드죽스 네트웍스             | 현금 580 만 달러                     | 저장장치 네티워킹                |
| 2004년 1월  | 레이드코어 사                 | 현금 1650 만 달러                    | 레이드 시스템용 소프트웨어       |
| 2004년 4월  | M-스트림 사                   | 현금 870 만 달러와 주식 27000 주     | 무선 수신을 향상시키는 기술      |
| 2004년 4월  | 샌드 비디오 사                | 주식 7750 만 달러와 현금 740 만 달러 | 영상 압축 기술                   |
| 2004년 4월  | 위드컴 사                     | 현금 490 만 달러                     | 블루투스 시스템용 소프트웨어     |
| 2004년 4월  | 지레이 와이어리스 사          | 주식 960 만 달러                     | WCMDA용 기본대역 프로세서        |
| 2004년 9월  | 알퍼모사익 사                 | 주식 1.23 억 달러                    | 휴대전화 소자용 영상 프로세서    |
| 2005년 2월  | 알리언트 네트웍스 사          |                                      | 휴대전화 게이트웨이 제품         |
| 2005년 3월  | 지보 사                       | 현금 2640 만 달러와 주식 260 만 달러 | 블루투스 해드셋 제품             |
| 2005년 7월  | 실리컨트 테크놀로지스 사      | 현금 760 만 달러                     | 10Gbit 이더넷 컨트롤러           |
| 2005년 10월 | 아데나 세미컨덕터 사          | 현금 2160 만 달러                    | 디지털 텔레비전 튜너와 위피 기술 |
| 2006년 1월  | 샌드버스트 사                 | 현금 750 만 달러와 주식 50 만 달러   | 이더넷 패킷 스위칭용 SOC 칩      |
| 2006년 11월 | LVL7 시스템스 사              | 현금 620 만 달러                     | 네트워킹 소프트웨어              |
| 2007년 5월  | 옥탈리카 사                   | 현금 310 만 달러                     | 멀티미디어를 관리하는 기술       |
| 2007년 6월  | 글로벌 로케이트 사            | 현금 1.46 억 달러                    | GPS 칩과 소프트웨어              |